# Blowatz
Blowatz község Németországban, Mecklenburg-Elő-Pomeránia tartományban. Lakosainak száma 1043 fő (2023. december 31.).

## Települései
| - Alt Farpen - Damekow - Dreveskirchen - Friedrichsdorf - Blowatz | - Groß Strömkendorf - Heidekaten - Robertsdorf - Wodorf |

## Népesség
A település népességének változása:
| Lakosok száma | 1120 | 1108 | 1123 | 1106 | 1084 | 1043 |
|               | 2014 | 2017 | 2019 | 2021 | 2022 | 2023 |

## Turistalátványosságok
- A gótikus templom Dreveskirchenben
- Reric Groß Strömkendorfban

## Forgalom
A legközelebb vasútállomás Neuburgban van, a Wismar–Rostock-vasútvonalon.